# デュエリスト/決闘者
『デュエリスト/決闘者』（The Duellists）は、1977年のイギリス映画。リドリー・スコット監督のデビュー作である。原作はジョゼフ・コンラッドによる短編小説『決闘』。

## ストーリー
1800年のフランス。士官のデュベール中尉はトレアール将軍から、第7騎兵隊のフェロー中尉への謹慎処分の伝令を受ける。決闘好きのフェローは軍の規律を破っては無意味な決闘を繰り返し、ストラスブールでの決闘で市長の甥に重傷を負わせたのだった。フェローと面会したデュベールは軍令を伝えるが、フェローは逆恨みしてデュベールに決闘を申し込む。決闘は引き分けに終わるが、フェローはその後もデュベールに執着し、事あるごとに難癖をつけて決闘をしかけるようになる。2人の決闘は年や国が変わっても続くが、帝政の崩壊後にデュベールは王党派の将軍に出世し、アデルとの結婚を機にフェローとの関係を終わらせようとする。しかしフェローは諦めず最後の決闘を申し込み、デュベールは家族を守るため決闘に臨む。

## キャスト
※括弧内は日本語吹き替え
- アルモン・デュベール - キース・キャラダイン（納谷六朗）
- ガブリエル・フェロー - ハーヴェイ・カイテル（麦人）
- アデル - クリスティナ・レインズ
- 大佐 - エドワード・フォックス（二瓶秀雄）
- トレアール - ロバート・スティーヴンス（飯塚昭三）
- フーシェ - アルバート・フィニー（加藤正之）
- 医師 - トム・コンティ
- 理髪師 - ピート・ポスルスウェイト
- ジル - アラン・アームストロング（谷口節）
- ローラ - ダイアナ・クイック（高畑淳子）
- マダム・デリオン - ジェニー・ラナカー

## スタッフ
- 監督：リドリー・スコット
- 製作：デヴィッド・パットナム
- 原作：ジョセフ・コンラッド
- 脚本：ジェラルド・ヴォーン・ヒューズ
- 撮影：フランク・タイディ
- 音楽：ハワード・ブレイク
- 美術：ブライアン・グレイヴス
- 編集：パメラ・パワー
- 衣装：トム・ランド
- 字幕監修：金田文夫

## 評価
レビュー・アグリゲーターのRotten Tomatoesでは26件のレビューで支持率は92%、平均点は7.30/10となった。Metacriticでは13件のレビューを基に加重平均値が70/100となった。

## 受賞・ノミネート
第30回カンヌ国際映画祭
- 審査員賞（新人監督賞） - 受賞

第32回英国アカデミー賞
- 撮影賞 - ノミネート